# Tremblois-lès-Carignan
Tremblois-lès-Carignan är en kommun i departementet Ardennes i regionen Grand Est (tidigare regionen Champagne-Ardenne) i nordöstra Frankrike. Kommunen ligger  i kantonen Carignan som ligger i arrondissementet Sedan. År 2022 hade Tremblois-lès-Carignan 135 invånare.

## Befolkningsutveckling
Antalet invånare i kommunen Tremblois-lès-Carignan
Referens: INSEE